# Blue Period
Blue Period è un album del musicista statunitense Miles Davis, pubblicato nel 1953.

## Descrizione
L'album è stato distribuito in formato LP a 10"  dall'etichetta discografica Prestige Records. I brani contnuti, registrati con due diverse formazioni nel corso del 1951, furono invece inseriti dalla Prestige in successivi LP a 12" del trombettista. Tutti i brani incisi il 5 ottobre furono poi inseriti nelle versioni su CD dell'album Dig, uscito originariamente nel 1956.
Out of the Blue e soprattutto Bluing sono brani di lunghezza insolita per l'epoca. Furono infatti incisi, insieme ad altri cinque, nella seduta di registrazione del 5 ottobre 1951, una delle prime in assoluto fatte dalla Prestige appositamente per il nuovo formato di dischi LP a 33 giri. Fino a quel momento le registrazioni non dovevano superare di norma i 3 minuti per i limiti imposti dal formato a 78 giri (è il caso di Blue Room, incisa nel gennaio dello stesso anno).

## Tracce
1. Bluing – 9:55 (musica: Miles Davis)
2. Blue Room – 2:48 (musica: Richard Rodgers, Lorenz Hart)
3. Out of the Blue – 6:15 (musica: Miles Davis)

Durata totale: 18:58

## Crediti
- In Bluing e Out of the Blue, 5 ottobre 1951
  - Miles Davis – tromba
  - Jackie McLean – sassofono contralto
  - Sonny Rollins – sassofono tenore
  - Walter Bishop, Jr. – pianoforte
  - Tommy Potter – contrabbasso
  - Art Blakey – batteria
- In Blue Room, 17 gennaio 1951
  - Miles Davis – tromba
  - Sonny Rollins – sassofono tenore[5]
  - John Lewis – pianoforte
  - Percy Heath – contrabbasso
  - Roy Haynes – batteria

## Edizioni
- 1953 – LP 10", Prestige Records PRLP 140